# Kōichi Togashi
Kōichi Togashi (jap. 冨樫 剛一, Togashi Kōichi; * 15. Juli 1971 in der Präfektur Kanagawa) ist ein ehemaliger japanischer Fußballspieler und -trainer.

## Karriere
Togashi erlernte das Fußballspielen in der Jugendmannschaft von Yomiuri. Seinen ersten Vertrag unterschrieb er 1990 bei Yomiuri. Der Verein spielte in der höchsten Liga des Landes, der Japan Soccer League. Mit dem Verein wurde er 1990/91 und 1991/92 japanischer Meister. Mit Gründung der Profiliga J.League 1992 und der damit verbundenen Neuorganisation des japanischen Fußballs wurde der Yomiuri zu Verdy Kawasaki. Mit dem Verein wurde er 1993 und 1994 japanischer Meister. 1995 wechselte er zum Ligakonkurrenten Yokohama Flügels. 1996 wechselte er zum Zweitligisten Consadole Sapporo. 1997 wurde er mit dem Verein Meister der Japan Football League. Für den Verein absolvierte er 27 Spiele. Ende 1997 beendete er seine Karriere als Fußballspieler.

## Erfolge
Yomiuri/Verdy Kawasaki
- Japan Soccer League

Meister: 1990/91, 1991/92
- J1 League

Meister: 1993, 1994
- JSL Cup

Sieger: 1991
- J.League Cup

Sieger: 1992, 1993, 1994
- Kaiserpokal

Finalist: 1991, 1992